# Фрэнки едет в Голливуд (фильм, 1998)
«Фрэнки едет в Голливуд» (англ. Franky Goes to Hollywood) — короткометражный документальный фильм 1999 года производства США. Фильм снят известным американским актёром Бренданом Келли (англ. Brendan Kelly) — для него он стал первым и пока единственным. Главные роли в этом фильме исполнили Брюс Уиллис, Стив Бушеми, Джерри Брукхаймер, Лив Тайлер и Майкл Бэй, которому собственно и принадлежит идея создания этого фильма.
Премьера фильма состоялась в июне 1999 года в США на кинофестивале в части района Бруклин города Нью-Йорк — в Уильямсберге (англ. Williamsburg). На этом кинофестивале фильм одержал победу — в категории Короткометражный фильм режиссёр Брендан Келли получил приз Вознаграждение зрительской аудитории.

## История создания фильма
Американский актёр Брендан Келли в 1998 году получил хорошие новости от продюсеров фильма «Армагеддон», который снимал режиссёр Майкл Бэй. Оказывается собака Брендана — пёс по кличке Фрэнки получил одну из главных ролей в этом фильме. Брендан Келли, являясь владельцем собаки и её тренером, решает снять свой первый фильм, сделав свою собаку главным героем.

## Сюжет
Главный герой фильма — собака актёра Брендана Келли Фрэнки, которая отправляется в путешествие в Голливуд. В фильме собственно и показана эта поездка, начиная от полёта самолётом в первом классе и заканчивая романом с девушкой года «Плейбоя» и общением с самим Брюсом Уиллисом.

## В ролях
- Главные роли
  - Брюс Уиллис — играет самого себя
  - Лив Тайлер — играет саму себя
  - Стив Бушеми — играет самого себя
  - Фрэнки — собака, играет самого себя
  - Джерри Брукхаймер — играет самого себя
  - Майкл Бэй — играет самого себя
- Главные роли
  - Эдди Гриффин
  - Элисон Эрмитаж
  - Билли Боб Торнтон
  - Билли Блэк
  - Кенни Бейтс
  - Сенсей Гравина